# 廿里堡街道
廿里堡街道，是中华人民共和国山東省潍坊市奎文区下辖的一个乡镇级行政单位。

## 行政区划
廿里堡街道下辖以下地区：
金宝社区、鑫叶社区、田家社区、南屯社区、廿里堡社区、仉家社区、车站社区、武家社区、检疃社区、邵家社区、董家社区、王家社区、东范家社区、茂子庄社区、刘家沙窝西社区、刘家沙窝东社区、李家沙窝西社区、李家沙窝东社区、南家北社区、南家南社区、郭家涧头院社区、武家涧头院社区、高家涧头院社区、孙吕家涧头院社区和广潍社区。